# Lee Sung-yeol
Lee Sung-yeol (Hàn tự: 이성열; Hán tự: 李成烈; Hán Việt: Lý Thành Liệt, sinh ngày 27 tháng 8 năm 1991 tại thành phố Yongin, tỉnh Gyeonggi-do, Hàn Quốc), thường được biết đến với nghệ danh Sungyeol, là một nam ca sĩ và diễn viên người Hàn Quốc, thành viên của nhóm nhạc Hàn Quốc Infinite (thành lập năm 2010) và nhóm nhỏ Infinite F (thành lập năm 2014) thuộc Woollim Entertainment.

## Tiểu sử
Lee Sung-yeol (Chiều cao: 183 cm, Nhóm máu: B) được sinh ra tại Yongin, Gyeonggi-do vào ngày 27 tháng 8, năm 1991. Anh lớn lên cùng một em trai tên là Lee Dae Yeol. Anh là cháu trai của Yoon Yoo Su, một diễn viên có nhiều thành công trong sự nghiệp.
Trước đây, Sung Yeol từng là một đứa trẻ nghịch ngợm, mơ ước trở thành một nghệ sĩ. Sau khi xem một bộ phim có tên "Maundy Thursday" trên truyền hình, anh đã bắt đầu quan tâm đến diễn xuất. Anh từng tham gia diễn xuất trong SM Academy. Trước khi Sung Yeol trở thành một thực tập sinh, anh đã trải qua một khoảng thời gian không tìm ra con đường phù hợp cho bản thân. Trong thời gian đó, anh có đi xem 5 thẻ bài tarot khác nhau và chúng đều nói lên rằng anh sẽ "tạo ra một hit lớn trong năm 2010 và 2011" và anh cũng sẽ "kiếm được nhiều tiền trong năm 2010". Lúc đầu, điều đó không có ý nghĩa với anh vì anh không phải là một thực tập sinh, nhưng khi anh chuẩn bị cho bài kiểm tra vào một trường đại học, anh đã trở thành một thực tập sinh của Woollim Entertainment. Sungyeol là thành viên cuối cùng tham gia vào INFINITE.
Ngày 15 tháng 2 năm 2013, Sung Yeol tốt nghiệp khoa Âm nhạc thực hành của trường Đại học Daekyung.

## Đời tư

### Kinh doanh
Nhà hàng Sungyeol's BBQ Chicken mở cửa vào tháng 1 năm 2014 tại 395-46 Seogyo-dong, Mapo-gu, Seoul, là nhà hàng thuộc sở hữu của gia đình Sung Yeol. Ở đây không chỉ là một nhà hàng gà mà còn là một quán cà phê phục vụ nhiều loại cà phê, thịt gà, pizza, mì và bia. Hơn nữa tại đây Sungyeol đôi khi vẫn trực tiếp tham gia phục vụ tại nhà hàng để giúp đỡ cha mẹ mình sau giờ làm việc.

## Sự nghiệp

### Infinite
Sungyeol được giới thiệu như vocal của nhóm nhạc Infinite. Anh xuất hiện lần đầu tiên cùng với nhóm nhạc Infinite với "Come Back Again" trong mini album "First Invasion" vào năm 2010.

### Diễn xuất
Trước khi debut cùng INFINITE, SeongYeol từng thực tập tại SM Academy và có dự định ra mắt với tư cách là một diễn viên

Năm 2009 SeongYeol bắt đầu sự nghiệp diễn xuất bằng 2 vai diễn nhỏ trong 2 bộ phim "Good job, good job" của đài MBC và "Everybody cha cha cha" của đài KBS

Năm 2011 SeongYeol tham gia bộ phim " While you were sleeping" trong vai Yoon So Joon của đài SBS. 

Năm 2013 Anh tiếp tục tham gia diễn xuất với một vai diễn nhỏ nữa trong "Adolescence medley" của KBS và vai nam chính – Gi Ok trong "Please remember, princess", một bộ phim hài lãng mạn.
Năm 2014 SeongYeol trong vai Hwang SeongYeol cùng thành viên cùng nhóm Nam Woohyun (Shin WooHyun) đảm nhận vai chính trong bộ phim "Hi School Love On" (KBS2) nói về tình yêu học đường.
Năm 2015 SeongYeol xác nhận tham gia bộ phim "D-Day" của đài JTBC, nói về thảm họa y học. Anh trong vai một bác sĩ thực tập Ahn DaeGil.

## Điện ảnh

### Phim truyền hình
| Năm  | Tiêu đề                   | Vai trò         | Kênh      |
| ---- | ------------------------- | --------------- | --------- |
| 2011 | While You Were Sleeping   | Yoon So-joon    | SBS       |
| 2013 | Please Remember, Princess | Gi-Yeok         | Web Drama |
| 2014 | Hi! School-Love on        | Hwang Sung-Yeol | KBS2      |
| 2015 | D-Day                     | Ahn Dae-Gil     | JTBC      |
| 2017 | Love Returns              | Hong-Seok-Pyo   | KBS       |

### Phim
| Năm  | Phim                                       | Vai trò   |
| ---- | ------------------------------------------ | --------- |
| 2012 | INFINITE Concert Second Invasion Evolution | Chính anh |
| 2014 | Grow: Infinite's Real Youth Life           | Chính anh |

### Lồng tiếng
| Năm  | Tiêu đề    | Vai trò |
| ---- | ---------- | ------- |
| 2011 | Wara Store | Himself |

### Chương trình thực tế
| Năm  | Chương trình                              | Ghi chú                                                   |
| ---- | ----------------------------------------- | --------------------------------------------------------- |
| 2010 | Midnight Idol                             | Tập 3-4 với Kim Sung Kyu và Lee Sung-Jong                 |
| 2011 | Weekly Idol                               | Tập 4 (thiếu Lee-Sung-Jong) tập 20, 23 với Infinite       |
| 2012 | Hello Counselor                           | Tập 56 với Kim Sung Kyu và Nam Woohyun                    |
| 2012 | Weekly Idol                               | Tập 47,48,56                                              |
| 2012 | High Society                              | Tập 45-47 và Kim Sung Kyu, Nam Woohyun và Jang Dong-Woo   |
| 2013 | High Society                              | Tập 75-77 với İnfinite (thiếu Jang DongWoo)               |
| 2013 | Weekly Idol                               | Tập 93-94, 107                                            |
| 2013 | Law of the Jungle-Carribean & Maya Jungle | Tập 1-10                                                  |
| 2014 | After School Club                         | Với Infinite (thiếu Nam Woohyun)                          |
| 2014 | Hello Counselor                           | Với Kim Sung Kyu và Jang Dong-Woo                         |
| 2014 | Weekly Idol                               | Tập 152-153 (thiếu Nam Woohyun)                           |
| 2015 | Hello Counselor                           | Với Nam Woohyun và L                                      |
| 2015 | Weekly Idol                               | Với Infinite                                              |
| 2015 | Law Of The Jungle in Panama               | Với Bora, Park Yu-Hwan, Lee Jang-woo, Oh Ji-ho, Ahn Se-ha |
| 2016 | INFINITE Showtime                         | Với Infinite                                              |